# Uvaria osmantha
Uvaria osmantha är en kirimojaväxtart som beskrevs av Friedrich Ludwig Diels. Uvaria osmantha ingår i släktet Uvaria och familjen kirimojaväxter. Inga underarter finns listade i Catalogue of Life.